# 8-as busz (Budapest)
A budapesti 8-as jelzésű autóbusz a Keleti pályaudvar és Kelenföld vasútállomás között közlekedett 2016 júniusáig. A vonalat a Budapesti Közlekedési Zrt. és a VT-Arriva üzemeltette. A járat napközben és hétvégén 8-10, csúcsidőben 5-6 percenként közlekedett.

## Története
1928-ban indult a Széna tér és a Marczibányi tér között, mely nem volt hosszú életű, azonban még ez év október 15-én újraindult a Boráros tér és Csepel, Szent Imre tér között. 1932 júniusában jelzését 21-esre módosították.
1933. december 20-ától ismét közlekedett új útvonalon, az Apponyi tér (ma: Ferenciek tere) és a Farkasréti temető között. 1943. december 31-én 8A jelzéssel betétjárat indult a Curia utca és a Gömbös Gyula út (ma: Alkotás utca) között. 1944 decemberében Budapest ostroma miatt a 8-as és a 8A autóbuszjárat megszűnt.
1948. május 31-én indult újra a 8-as a Krisztina tér és a Farkasréti temető között. 1951. november 11-én belvárosi végállomása újra a Felszabadulás tér (ma: Ferenciek tere) lett. 1955. július 11-én a 8-as és az újonnan induló 8A busz pesti végállomása a Március 15. tér, míg a budai a 8-asnak az Irhás árok (Ördögorom lejtő), a 8A-nak a Farkasréti temető lett. 1964. november 21-étől az újonnan átadott Erzsébet hídon át közlekedtek az autóbuszok.
1973. szeptember 3-án a 8A busz megszűnt, helyette elindult a 108-as jelzésű gyorsjárat azonos útvonalon. 1977. január 1-jén a 108-as busz jelzése 8-asra módosult. 1983. február 28-án a 8-as busz megszűnt, pótlására március 1-jén újraindult a 8A busz a korábbi vonalán. 1990 októberében a 8A útvonala a Gazdagréti lakótelepig hosszabbodott. 1993. október 1-jétől a Gazdagréti téri autóbusz-végállomásról a Gazdagréti út – Rétköz utca útvonalon körüljárta a lakótelepet, majd tovább közlekedett a Március 15. térig. 1994-ben a mindenszentekkor betétjárat indult 8B jelzéssel a Március 15. tér és Farkasrét, Rácz Aladár út között. 1995 augusztusában a 8-as és a 8A buszt összevonták, az új járat 8-as jelzést kapott, az Irhás árok és az Ördögorom lejtő sarkán működő felső végállomás megszűnt és az új 8-as már csak a Gazdagréti térig közlekedett. Októberben új megállót kapott a járat a Nagyida és a Baradla utcánál. Ettől az évtől a temetői betétjárat az ekkora már szabaddá vált 8A jelzést viselte a 2001. évi megszűnéséig.
1996. február 15. és március 8. között 8M jelzéssel ideiglenes járat közlekedett a Gazdagréti lakótelep és a Déli pályaudvar között a 139-es tehermentesítése érdekében.
A 2008-as paraméterkönyv bevezetésekor vonalát a pesti oldalon az Erzsébet híd – Ferenciek tere – Astoria – Múzeum körút – Kálvin tér – Kecskeméti utca – Ferenciek tere – Erzsébet híd útvonalon meghosszabbították, így a járatnak közvetlen metrókapcsolata is lett.
2009. május 23-án a Kecskeméti utca átépítése miatt belső végállomása az Urániához került át.
Az M4-es metró 2014-es átadásához kapcsolódóan átalakult a felszíni járatok közlekedése, ezért március 29-én – az Uránia buszvégállomás megszűnésével párhuzamosan – az útvonala a Bosnyák térig hosszabbodott, továbbá 8A jelzéssel betétjáratot is kapott a Gazdagréti tér és a Keleti pályaudvar között. A kezdeti időszak visszajelzéseit alapul véve október 4-én a 8-as, 8A és 108-as busz összevonásra került, az új 8-as a Kelenföld vasútállomás – Gazdagrét – Keleti pályaudvar útvonalon közlekedett, a rövidítés miatt kieső Thököly úti kapacitását egyéb buszjáratokkal pótolták.
2015. október 3-ától Gazdagrét felől csak a 7-es buszok Keleti pályaudvar megállójában állt meg, a Baross téri fordulást utasok nélkül tette meg.
2016. május 22-étől június 3-áig 1-1 db Mercedes-Benz Citaro G és Conecto G csuklós autóbusz is közlekedett a vonalon.
2016. június 4-étől 8E jelzéssel közlekedik, Pesten gyorsjáratként, Budán pedig alapjáratként. Útvonalát Pesten meghosszabbították az Újpalota, Nyírpalota útig.

## Útvonala
| Keleti pályaudvar felé | Kelenföld vasútállomás felé |
| --- | --- |
| Kelenföld vasútállomás M vá. – Alsó Beregszász út – aluljáró – Budaörsi út – Gazdagréti út – Rétköz utca – Gazdagréti út – Gazdagréti tér, forduló – Gazdagréti út – Törökbálinti út – Érdi út – Németvölgyi út – Hegyalja út – Erzsébet híd – Szabad sajtó út – Ferenciek tere – Kossuth Lajos utca – Rákóczi út – Baross tér – Keleti pályaudvar vá. | Keleti pályaudvar vá. – Baross tér – Rákóczi út – Kossuth Lajos utca – Ferenciek tere – Szabad sajtó út – Erzsébet híd – Hegyalja út – Németvölgyi út – Érdi út – Törökbálinti út – Gazdagréti út – Gazdagréti tér, forduló – Gazdagréti út – Rétköz utca – Gazdagréti út – aluljáró – Lapu utca – M1-M7 autópálya-bevezető – Alsó Beregszász út – Kelenföld vasútállomás M vá. |

## Megállóhelyei
| 0  | Keleti pályaudvar M végállomás (↓)  | ∫  | 5, 7, 7E, 20E, 30, 30A, 107, 110, 112, 133, 178, 230, 233, 239 24 73, 76, 78, 79, 80, 80A 1102 X10 , S60 , G60 , Z60 , S80 , IC, EC, EN, sebesvonat, gyorsvonat, |
| 1  | Keleti pályaudvar M végállomás (↑)  | 42 | 5, 7, 7E, 20E, 30, 30A, 107, 110, 112, 133, 178, 230, 233, 239 24 73, 76, 78, 79, 80, 80A 1102 X10 , S60 , G60 , Z60 , S80 , IC, EC, EN, sebesvonat, gyorsvonat, |
| 3  | Huszár utca                         | 40 | 5, 7, 110, 112, 178, 239 73, 76, 79 |
| 5  | Blaha Lujza tér M                   | 38 | 5, 7, 7E, 99, 107, 110, 112, 133, 178, 217E, 233, 239 4, 6, 28, 28A, 37, 37A, 62 74 |
| 7  | Uránia                              | 37 | 5, 7, 110, 112, 178, 239 74 |
| 8  | Astoria M                           | 35 | 5, 7, 9, 15, 107, 110, 112, 115, 133, 178, 233, 239 47, 47B, 48, 49 74 |
| 10 | Ferenciek tere M                    | 33 | 5, 7, 107, 110, 112, 133, 178, 233, 239 |
| 10 | Március 15. tér                     | 32 | 15, 110, 112, 115, 239 2 |
| 12 | Döbrentei tér                       | 30 | 5, 110, 112, 178, 239 19, 41, 56, 56A |
| 15 | Sánc utca                           | 28 | 27, 110, 112, 178, 239 |
| 16 | Mészáros utca                       | 27 | 110, 112, 239 |
| ∫  | BAH-csomópont                       | 26 | 110, 112, 139, 140, 140A, 142, 212, 253 17, 61 |
| 19 | BAH-csomópont                       | 25 | 110, 112, 139, 140, 140A, 142, 212, 253 17, 61 |
| 20 | Zólyomi út                          | 24 | |
| 21 | Breznó lépcső                       | 23 | |
| 21 | Sion lépcső                         | 22 | |
| 22 | Korompai utca                       | 21 | |
| 23 | Hegytető utca                       | 20 | |
| 24 | Farkasréti temető                   | 19 | 59, 59A, 59B |
| 25 | Süveg utca                          | 18 | 59, 59A, 59B |
| 26 | Márton Áron tér                     | 17 | 53 59, 59A, 59B |
| 27 | Eper utca                           | 15 | |
| 28 | Oltvány köz                         | 14 | |
| 29 | Irhás árok                          | 13 | |
| 30 | Baradla utca                        | 12 | |
| 31 | Gazdagréti tér                      | 11 | 139, 153, 153A, 154, 239 |
| 32 | Telekes utca                        | 9  | 139, 239 |
| 33 | Kaptárkő utca                       | 8  | 139, 239 |
| 34 | Frankhegy utca                      | 7  | 139, 239 |
| 35 | Regős köz                           | 6  | 139, 239 |
| 36 | Nagyszeben tér                      | 5  | 139, 239 |
| 37 | Gazdagréti út                       | 4  | 40, 40B, 87, 88, 88B, 139, 140, 140A, 142, 153, 153A, 154, 239, 240 |
| ∫  | Nagyszeben út                       | 3  | 87, 88, 88B, 139, 140, 140A, 142, 153, 153A, 154, 239 |
| 38 | Jégvirág utca                       | ∫  | 87, 88, 139, 140, 140A, 142, 153, 153A, 154, 239 |
| 40 | Sasadi út                           | 1  | 40, 40B, 40E, 53, 87, 88, 139, 140, 140A, 142, 150, 172, 172B, 173, 187, 188E, 239, 240, 252, 253, 272 721, 731, 760, 767 1251, 1253, 1256 |
| 41 | Kelenföld vasútállomás M végállomás | 0  | 40, 40B, 40E, 53, 58, 87, 88, 88B, 101, 103, 141, 150, 153, 153A, 154, 172, 172B, 173, 187, 188E, 250, 251, 251A, 253, 258, 272 19, 49 689, 691, 710, 711, 713, 715, 720, 721, 722, 724, 725, 731, 732, 734, 735, 736, 760, 762, 763, 767, 777, 778, 799 S10 , X10 , S30 , G30 , Z30 , S34 , S35 , S36 , S40 , S42 , G43 , G44 , IC, EC, EN, sebesvonat, gyorsvonat, |

## Képgaléria

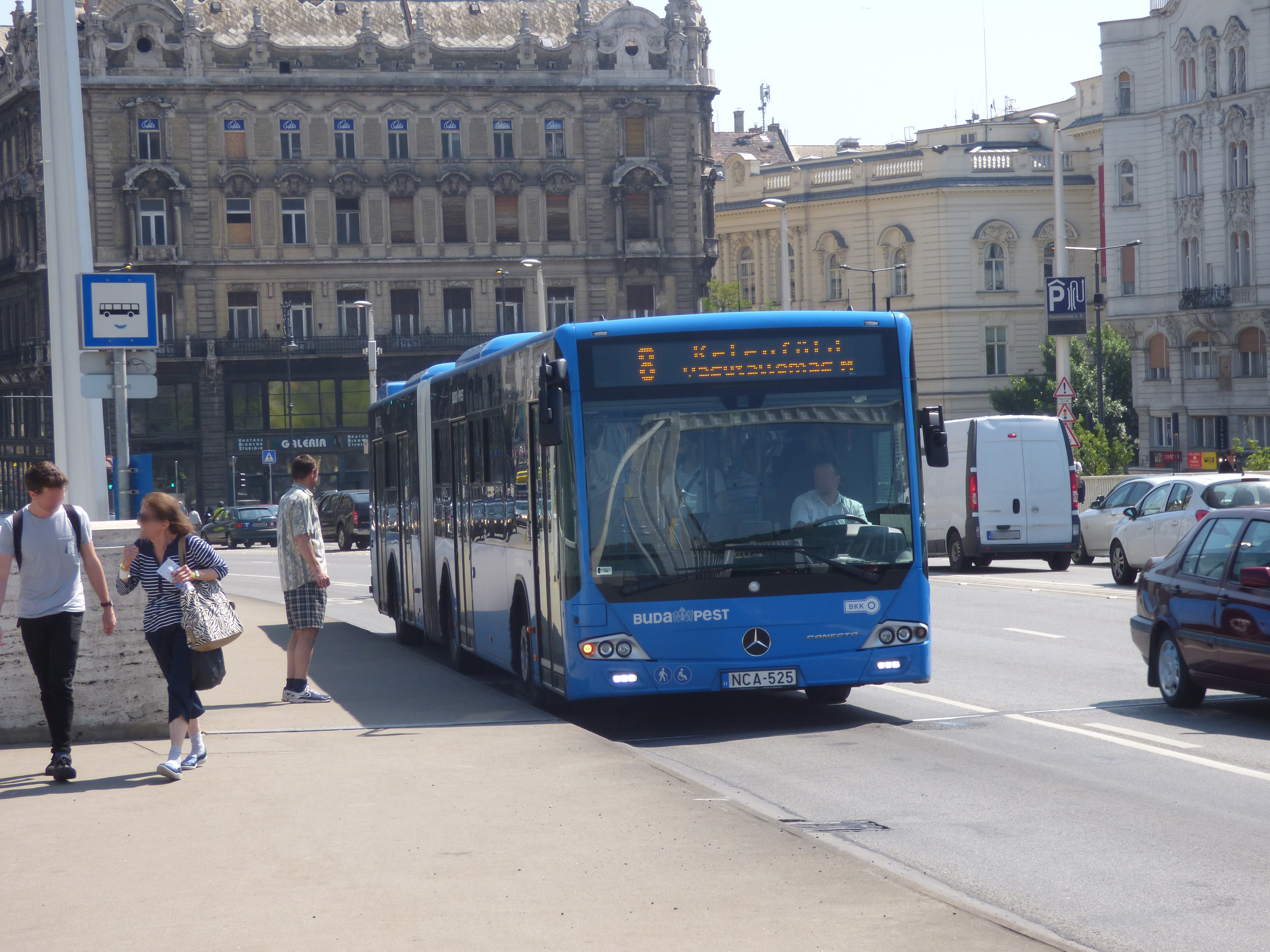
MB Conecto G
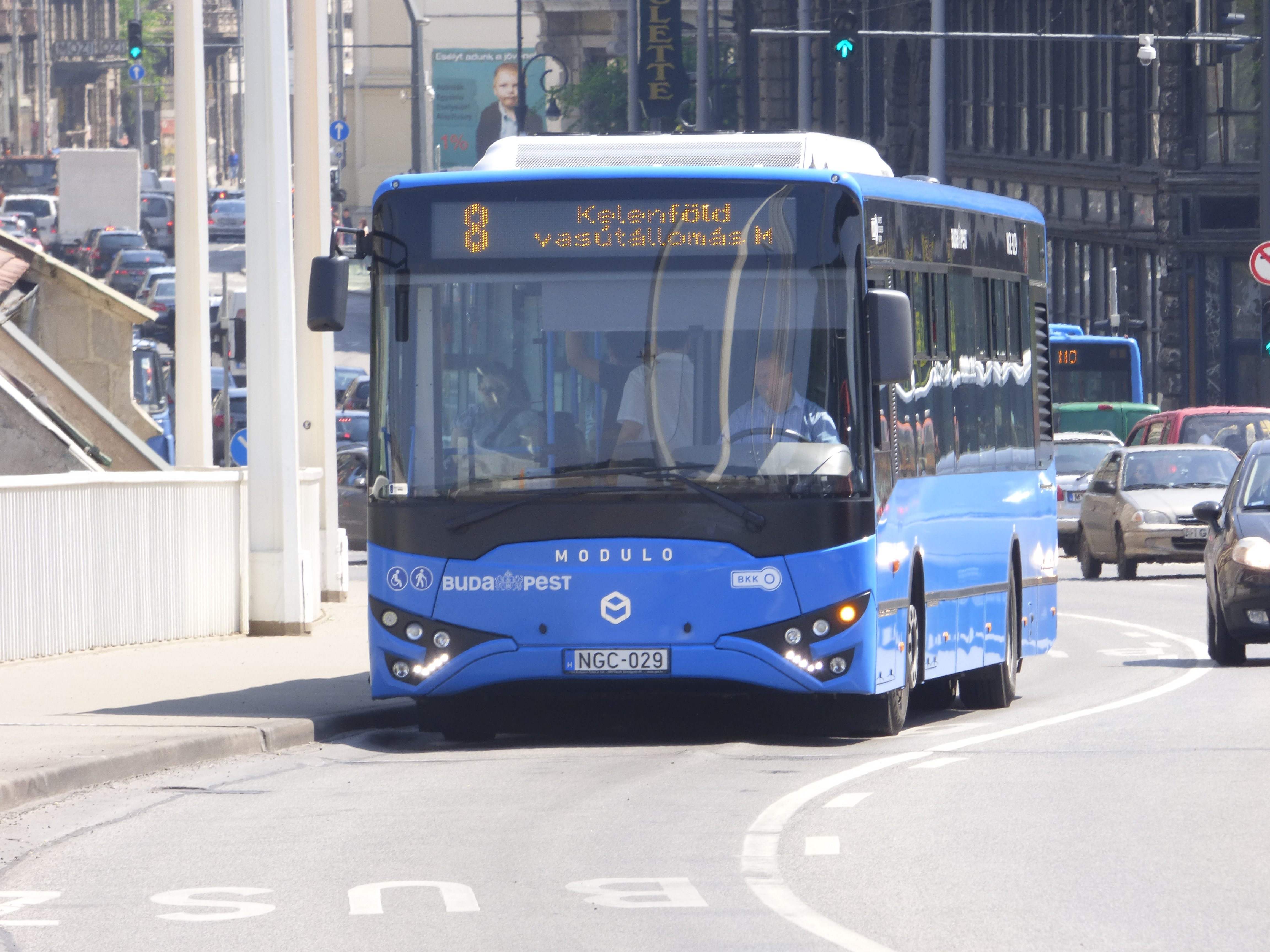
Modulo M108d
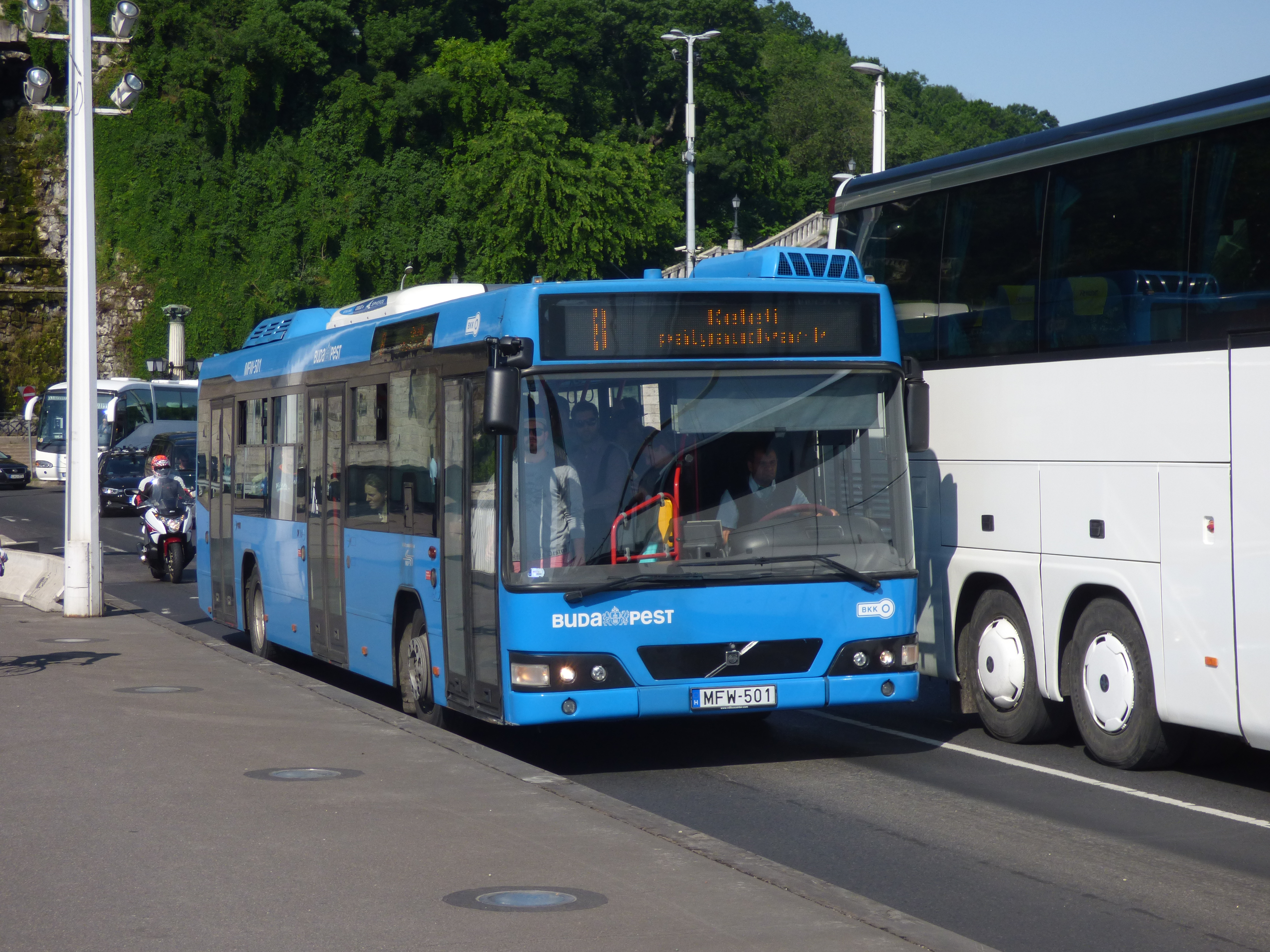
Volvo 7700